# Base Brockton
La Base Brockton (en inglés: Brockton Station) fue una estación de investigación de Estados Unidos en la Antártida. Fue una estación meteorológica operada por la Armada de los Estados Unidos durante los meses de verano entre octubre de 1965 y febrero de 1972, establecida en reemplazo de la Base Little Rockford. Funcionaba también como estación de comunicaciones entre la Base McMurdo y las bases Byrd y Amundsen-Scott. Era operada por tres hombres.
Su ubicación original fue en las coordenadas 78°45′S 174°40′O / -78.750, -174.667, pero en octubre de 1966 fue movida a 80°01′S 178°02′O / -80.017, -178.033, a 228 millas náuticas al sudeste de la Base McMurdo, muy cerca del centro geográfico de la barrera de hielo Ross. 
El nombre de la base fue puesto por el almirante Fred Bakutis, comandante de la Naval Support Forces Antarctica en el momento de su construcción. Recuerda a su ciudad natal: Brockton en Massachusetts.
La base estaba compuesta por 4 edificios, y almacenaba 1100 galones de combustible en 14 tambores.
Las observaciones meteorológicas de la base fueron sumarizadas por la Armada y publicadas en 1973.